# Oliver-Sven Buder
Pour les articles homonymes, voir Buder.
Oliver-Sven Buder (né le 23 juin 1966 à Erlabrunn) est un ancien athlète allemand, spécialiste du lancer du poids.

## Palmarès

### Championnats du monde d'athlétisme
- Championnats du monde d'athlétisme 1997 à Athènes,  Grèce
  -  Médaille d'argent du lancer du poids
- Championnats du monde d'athlétisme 1999 à Séville,  Espagne
  -  Médaille d'argent du lancer du poids

### Championnats d'Europe d'athlétisme
- Championnats d'Europe d'athlétisme 1990 à Split,  Yougoslavie
  -  Médaille d'argent du lancer du poids
- Championnats d'Europe d'athlétisme 1998 à Budapest,  Hongrie
  -  Médaille d'argent du lancer du poids

### Championnats d'Europe d'athlétisme en salle
- Championnats d'Europe d'athlétisme en salle 1990 à Glasgow,  Royaume-Uni
  -  Médaille de bronze du lancer du poids
- Championnats d'Europe d'athlétisme en salle 1996 à Stockholm,  Suède
  -  Médaille de bronze du lancer du poids
- Championnats d'Europe d'athlétisme en salle 1998 à Valence,  Espagne
  -  Médaille d'or du lancer du poids

### Championnats d'Europe junior d'athlétisme
- Championnats d'Europe junior d'athlétisme 1985 à Cottbus,  Allemagne
  -  Médaille d'or du lancer du poids

## Records
Ses meilleures performances au lancer du poids sont, en plein air, de 21,42 m à Séville en 1999, et en salle, de 21,47 m à Valence en 1998.